# National Democratic Institute for International Affairs
National Democratic Institute for International Affairs (NDI), är en (huvudsakligen amerikansk) organisation som arbetar för att värna och bygga upp demokratiska samhällen över hela världen.  Det är ett icke partibundet organ, utan uttalad ideologi, som samarbetar med såväl socialistinternationalen, kristdemokratiska internationalen och liberala internationalen.
NDI assisterar ideellt och utan vinstsyfte civila och politiska ledare bland annat i uppbyggande av demokrati, att utveckla demokratiska värderingar, bevaka allmänna val, vägleda och råda politiska partier i deras organisering. Vidare verkar NDI för folkligt politiskt engagemang, hjälp till länder att forma professionella lagstiftningar, reformering av nationers försvarsmakt, och för att öka kvinnors delaktighet i politiken.
Dess nuvarande ordförande är Tamara Cofman Wittes(en).